# Jules-Clément Chaplain

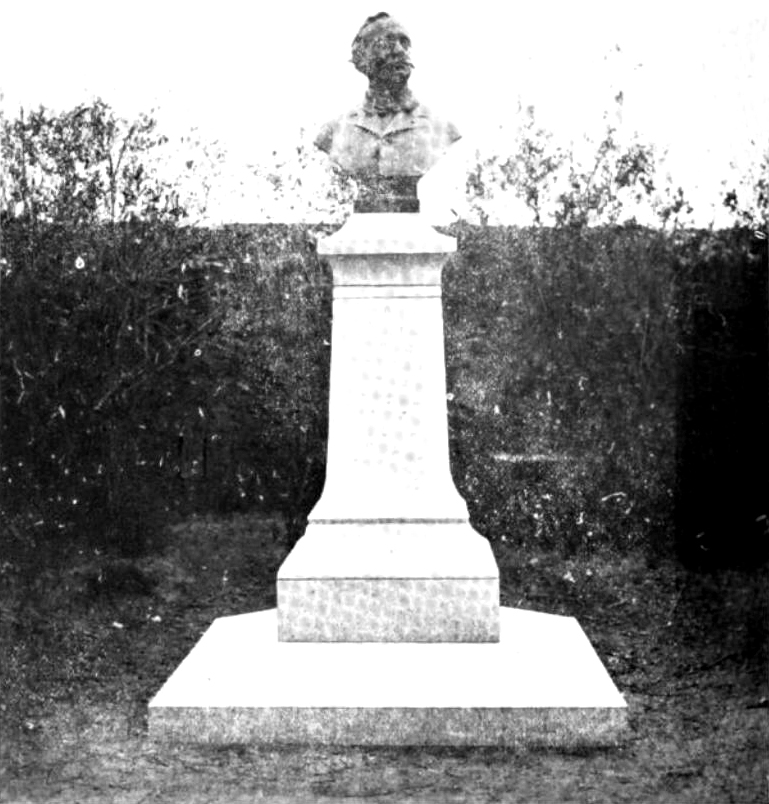
Bust de Jules Chaplain, Mortagne-au-Perche

Jules-Clément Chaplain, conegut popularment com a Jules Chaplain (Mortagne-au-Perche, 12 de juliol de 1839 - París el 13 de juliol de 1909), fou un escultor, gravador-medallista francès.

## Biografia
Jules Clément Chaplain neix en una família d'artesans, el seu pare era forner. Alumne a l'École Nationale Supérieure des Beaux-Arts, rep l'ensenyament de François Jouffroy i de Eugène Oudinot.
Laurat del prix de Rome el 1863, amb un primer gran premi gràcies a una medalla Bacchus fent beure una pantera i una pedra fina gravada amb un Cap de Mercuri antic, Chaplain va estar becat a la Vil·la Mèdici entre 1864 a 1867. Va rebre a l'Académie des Beaux-Arts de l'Institut de France l'any 1881 i va ser nomenat director de la Fàbrica de Sèvres en 1895.
Gravador reconegut i admirat de finals del segle xix per les seves sèries de medalles, passa a la posteritat sobretot per la gravació de les peces de 10 i 20 francs-or del sistema monetari francès que van ser encunyades entre 1899 a 1914. Realitzà medalles per l'Exposició universal de 1867, l'Exposició Universal de 1867 i per l'Exposició Universal de 1900.
El louis o el napoléo de la Tercera República francesa present en un costat un cap de Marianne pentinada amb el gorra frigi i coronada de fulls de roure. Al revers, el gall i el lema «Llibertat - Igualtat - Fraternitat ». La guerra de 1914 es traduirà en el sistema del franc germinal.

## Deixebles
Frédéric-Charles Victor de Vernon

## Obres

### Escultures

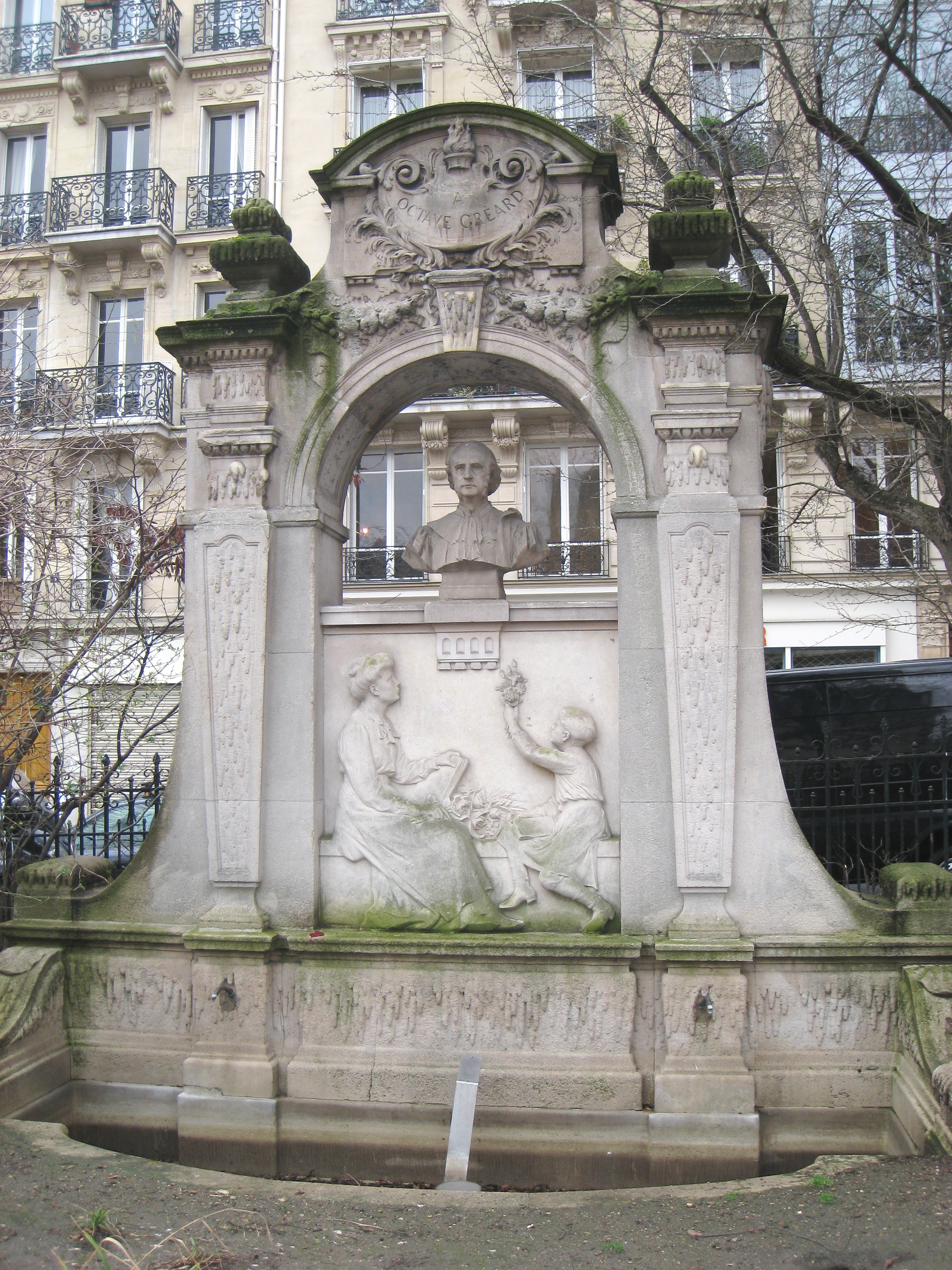
Monument a Octave Gréard (1909), París

- Monument a Octave Gréard, 1909.

### Medalles
- Medalla i fitxa de presència a l'efígie de Molière.
- Medalla de bronze amb màscares de comèdia, 1887.
- Medalla en bronze d'Edmond Got de la Comèdia Francesa, 1887.
- Medalla de Sarah Bernhardt, gallica, 1889.
- Medalla de l'Escola Nacional Superior de les arts i indústries tèxtils de Roubaix, 1890
- Medalla dels primers Jocs Olímpics moderns, 1896.
- Medalla del Centenari del Naixement de Victor Hugo, 1902.
- Medalla del Mariscal MacMahon, 1873.
- Medalla dels Allotjaments de lloguer barats, per la Societat francesa d'Allotjaments a bon mercat, 1891[1]
- Plaque en bronze commemorativa a Jeanne Julia Bartet, actriu.
- Plaque en bronze commemorativa a Marcellin Berthelot, 1901.

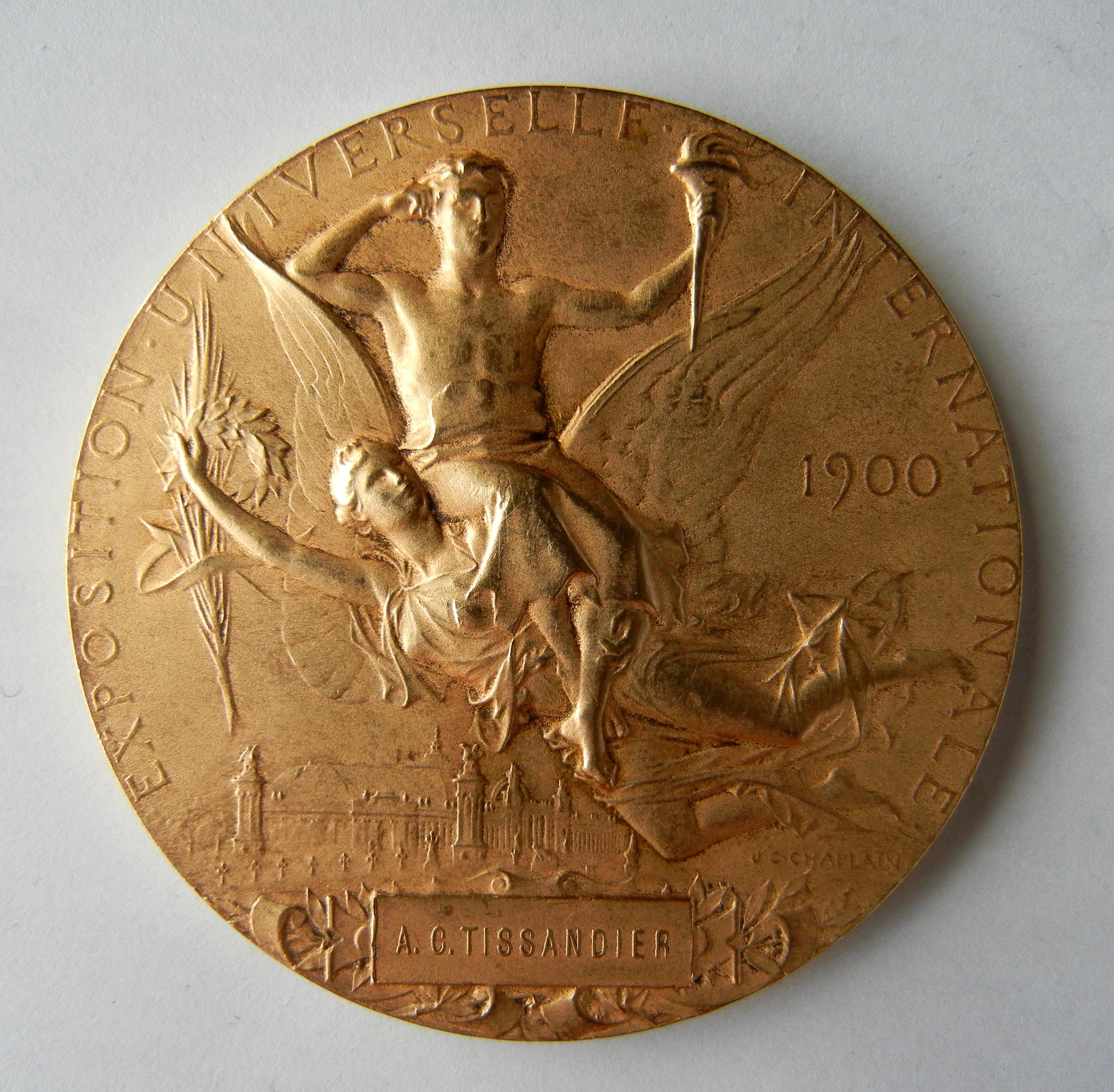
Exposició Universal de 1900 atorgada a Albert Tissandier (1839-1906), recto.
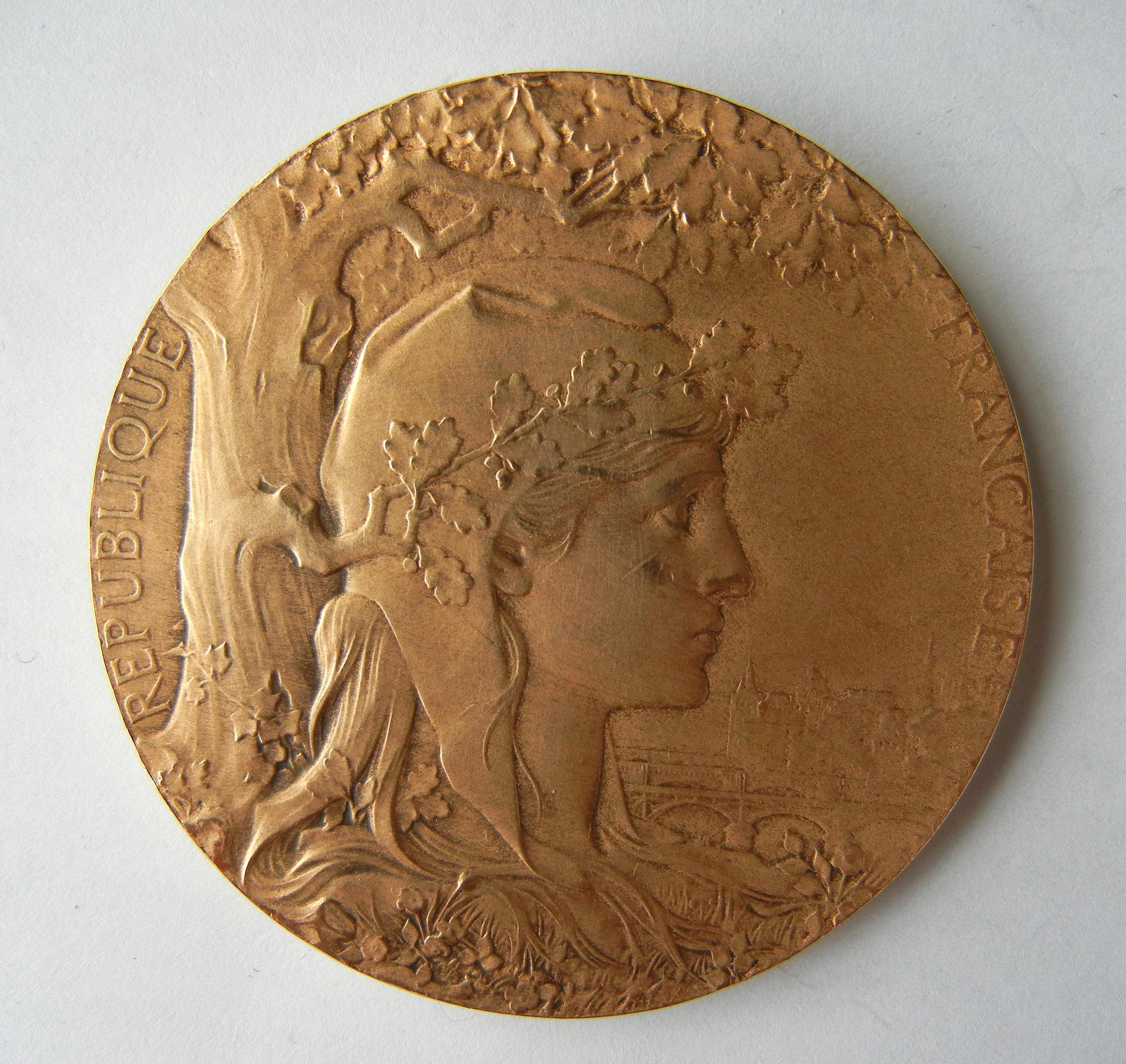
Exposició Universal de 1900 atorgada a Albert Tissandier (1839-1906), verso.
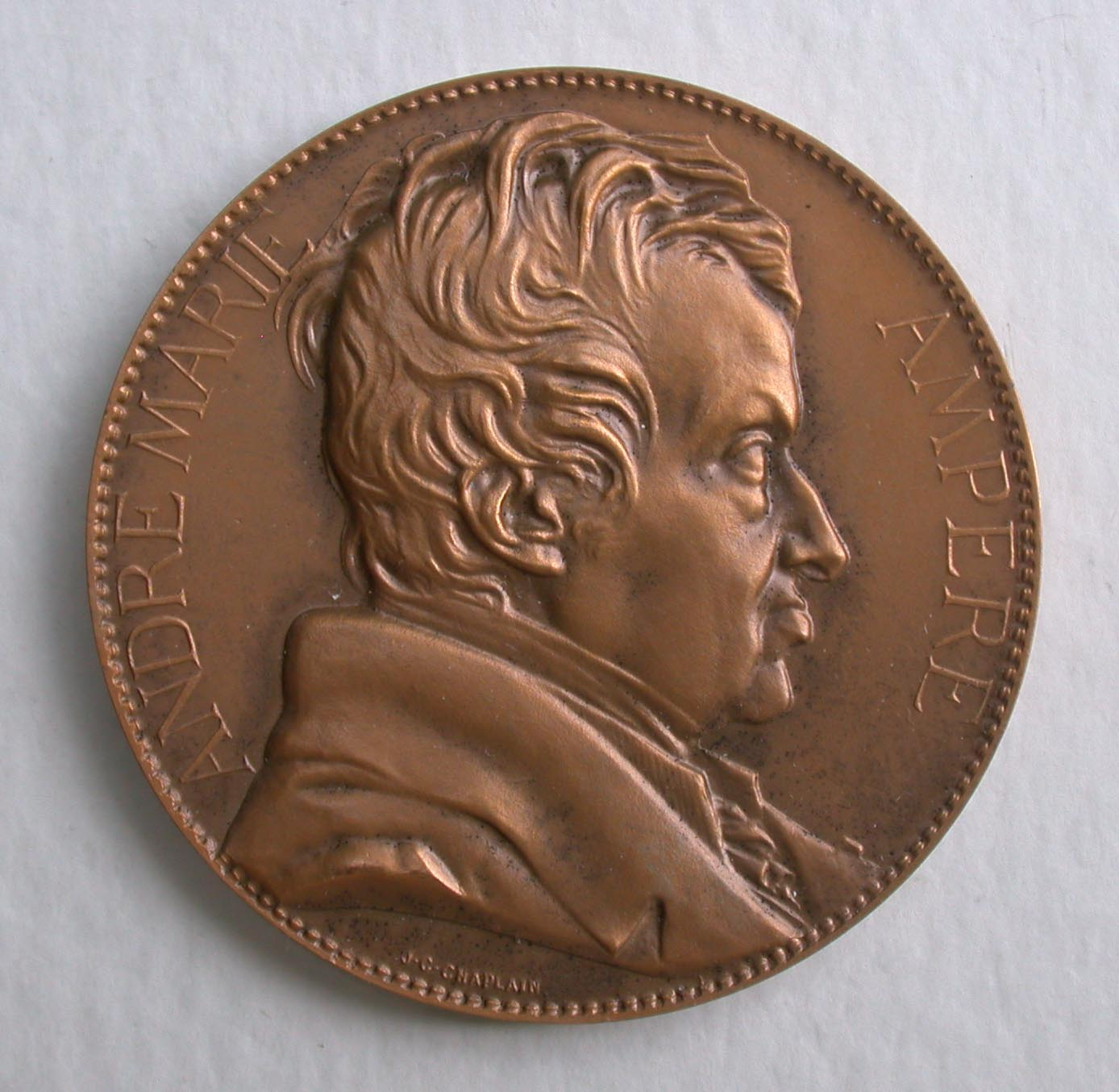
Médaille André-Marie Ampère (1775-1836). Recto.
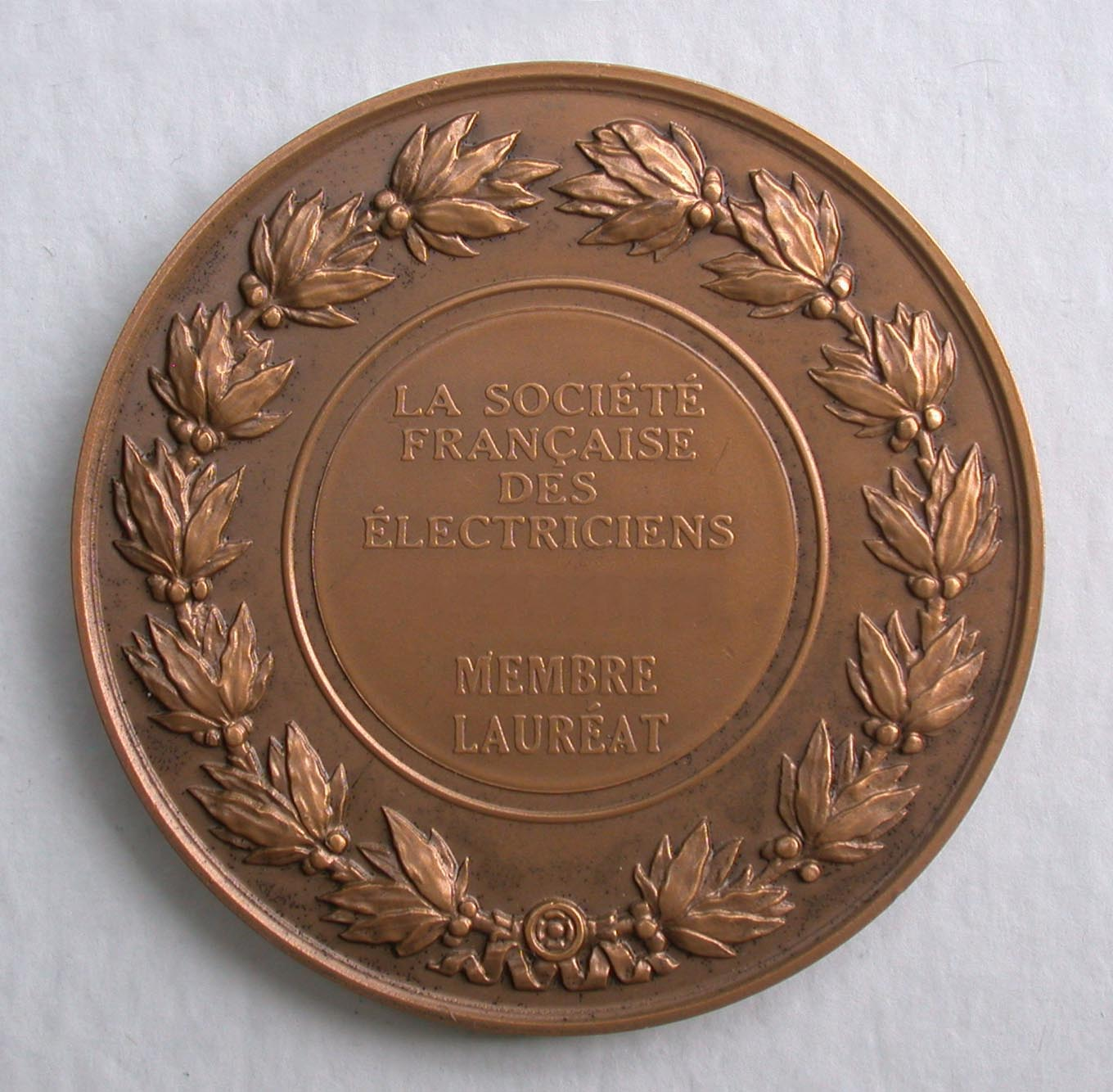
Médaille André-Marie Ampère (1775-1836). Verso.
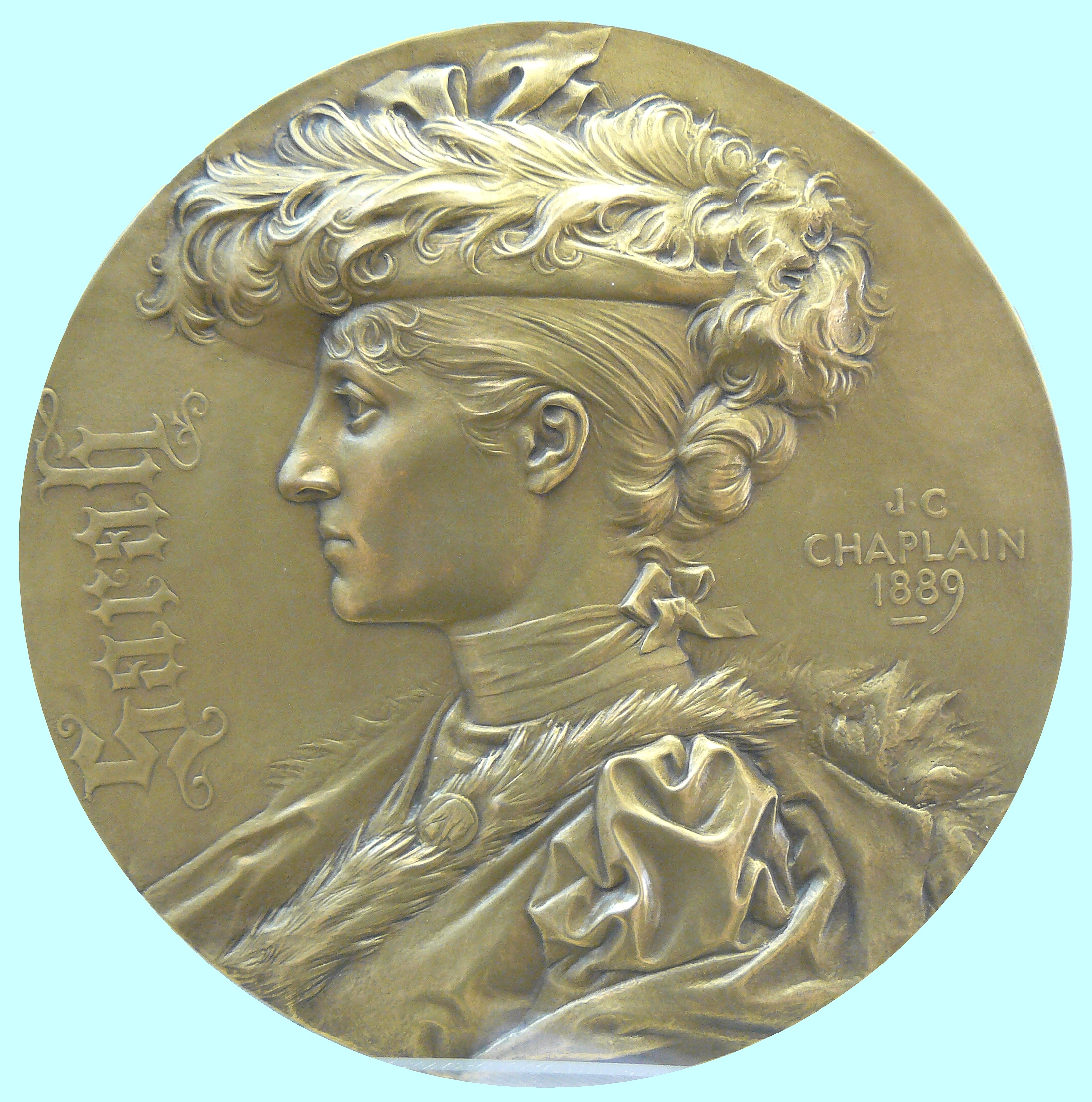
Sarah Bernhardt (1889)
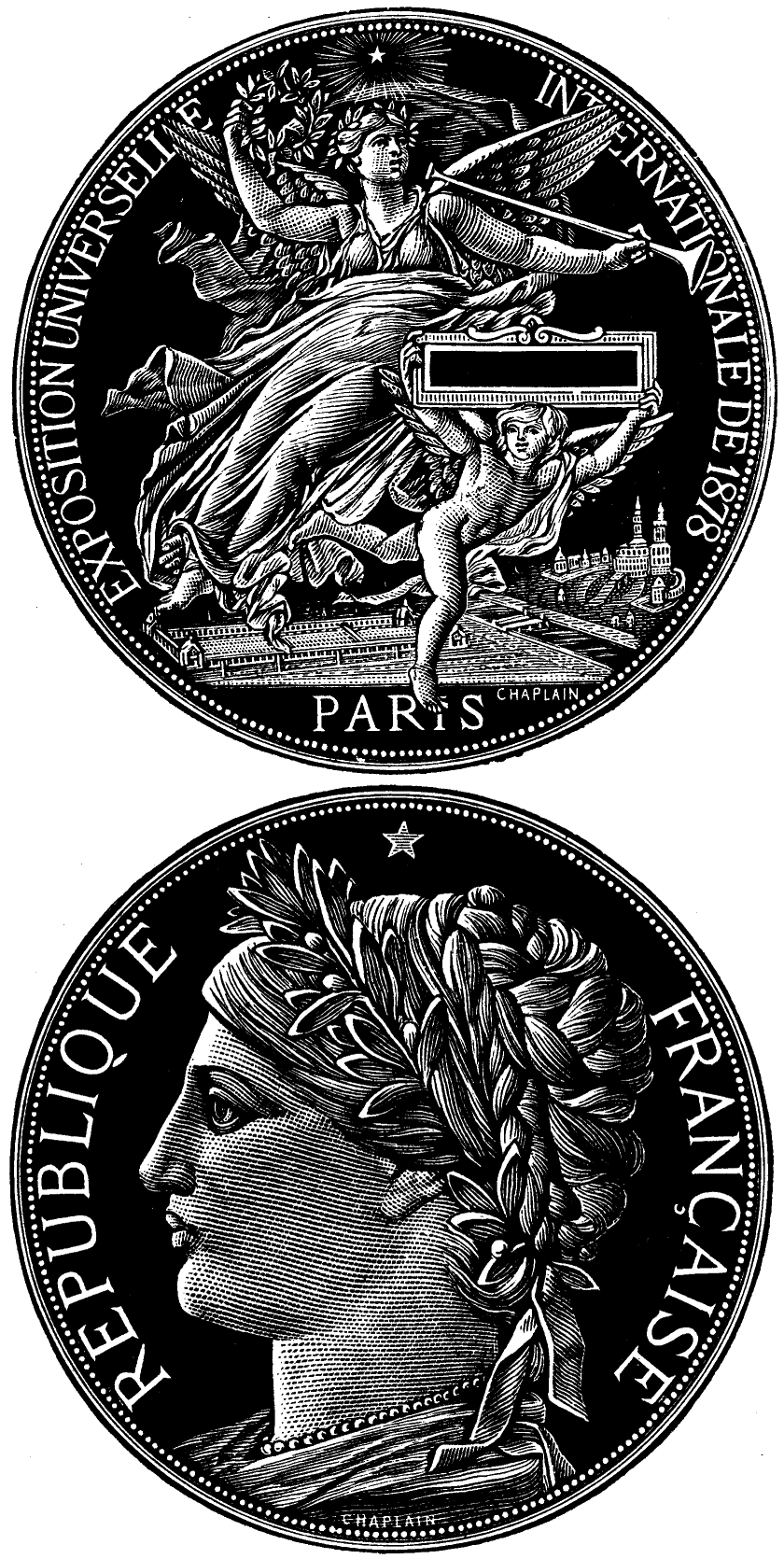
Medalla per a l'Exposició Universal de 1878 a París
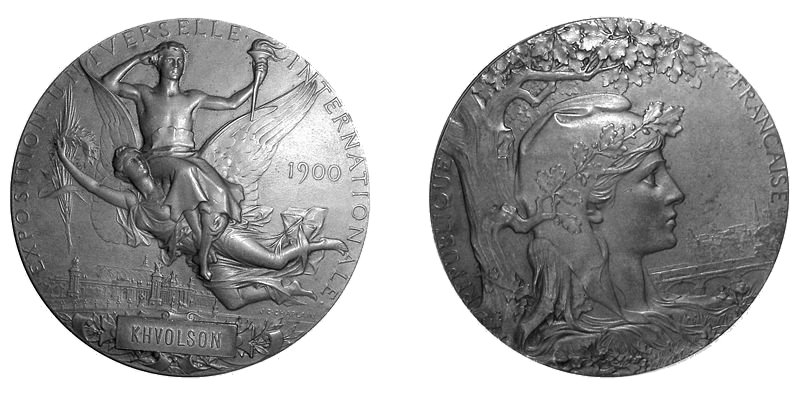
Medalla per a l'Exposició Universal de 1900 a Paris